# Desa Sukahaji (administrativ by i Indonesien, lat -6,32, long 108,02)
Desa Sukahaji är en administrativ by i Indonesien.   Den ligger i provinsen Jawa Barat, i den västra delen av landet, 130 km öster om huvudstaden Jakarta.